# Decio Azzolini (1549–1587)
Decio Azzolini (ur. 1 lipca 1549 w Fermo, zm. 9 października 1587 w Rzymie) – włoski kardynał.

## Życiorys
Był synem Pompeo Azzoliniego, a jego krewnym był sekretarz stanu Decio Azzolini. Po przybyciu do Rzymu, był osobistym sekretarzem Sykstusa V i wkrótce potem przyjął święcenia kapłańskie. 15 listopada 1585 został wybrany biskupem Cervii. Trzy dni później został kreowany kardynałem prezbiterem i otrzymał kościół tytularny S. Matteo. W 1586 został archiprezbiterem bazyliki liberiańskiej. Był jednym z kardynałów wyznaczonych do badania sprawy elekcji królewskiej w Polsce w 1587.